# General Pedro María Anaya, Tamaulipas
General Pedro María Anaya är en ort i Mexiko.   Den ligger i kommunen Reynosa och delstaten Tamaulipas, i den östra delen av landet, 700 km norr om huvudstaden Mexico City. General Pedro María Anaya ligger 65 meter över havet och antalet invånare är 148.
Terrängen runt General Pedro María Anaya är platt, och sluttar österut. Runt General Pedro María Anaya är det ganska tätbefolkat, med 96 invånare per kvadratkilometer. Närmaste större samhälle är Doroteo Arango, 0,79 km nordväst om General Pedro María Anaya. Trakten runt General Pedro María Anaya består till största delen av jordbruksmark.